# Apeadeiro de Rochoso
O apeadeiro de Rochoso é uma gare da Linha da Beira Alta, que serve a localidade de Rochoso, no Distrito da Guarda, em Portugal.

## Descrição

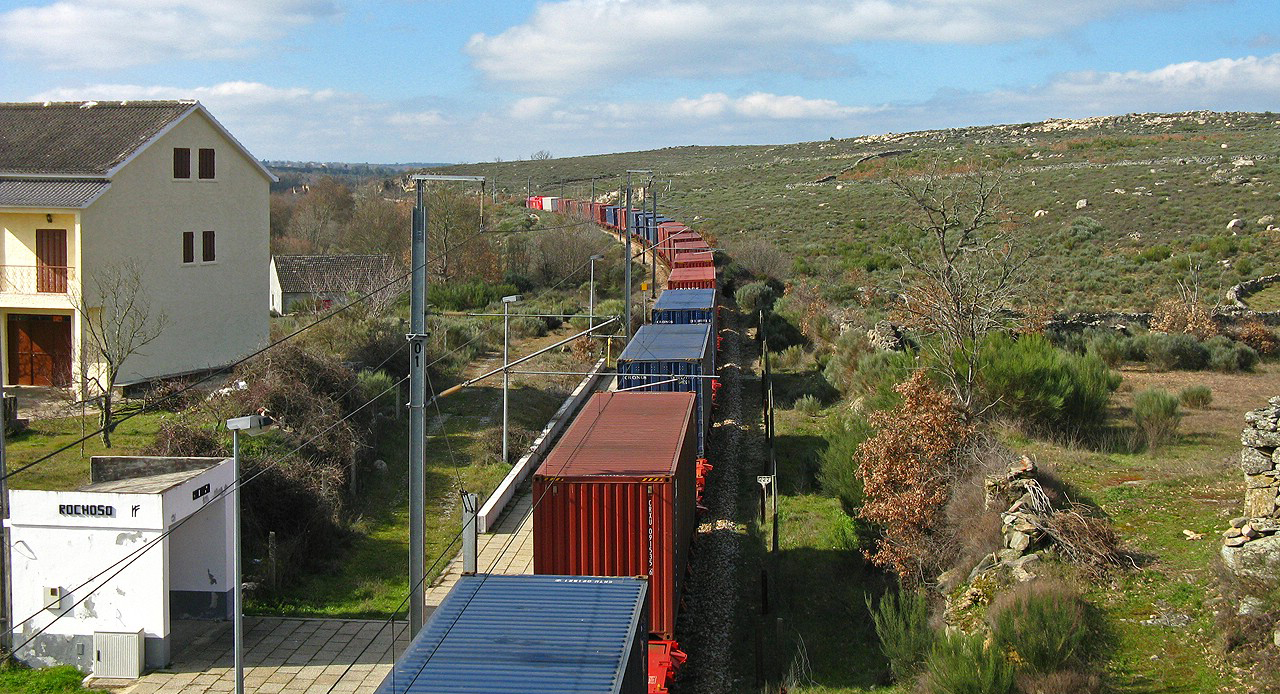
Comboio de mercadorias circulando por Rochoso, em 2010.

### Localização e acessos
Esta interface situa-se a cerca de um quilómetro a sul da localidade nominal.

### Infraestrutura
Como apeadeiro numa linha de via única, esta interface tem uma só plataforma, com 80 m de comprimento e 90 cm de altura, situada do lado sul da via (lado direito do sentido ascendente, a Vilar Formoso).

### Serviços
Por motivos do obras em toda a Linha da Beira Alta em 2022-2024, o serviço de passageiros a este interface é assegurado por via rodovária, com duas circulações diárias em cada sentido entre Guarda e Vilar Formoso.

## História
A Linha da Beira Alta entrou ao serviço, de forma provisória, em 1 de Julho de 1882, tendo sido totalmente inaugurada em 3 de Agosto do mesmo ano, pela Companhia dos Caminhos de Ferro Portugueses da Beira Alta. Rochoso não constava entre as estações e apeadeiros existentes na linha à data de inauguração, porém, tendo este interface sido criado posteriormente.
Em 1933, a Companhia da Beira Alta construiu um abrigo para passageiros no apeadeiro de Rochoso.